# The March (film)
Pour les articles homonymes, voir The March.
Pour plus de détails, voir Fiche technique et Distribution.
The March est un film britannique réalisé par David Wheatley, sorti en 1990.

## Synopsis
Des milliers d'Africains quittent leur région devenue inhabitable en raison du réchauffement climatique et tentent de s'installer en Europe, d'où des conflits raciaux et nationalistes.

## Distribution
- Malick Bowens : Isa-El-Mahdi
- Juliet Stevenson : Clare Fitzgerald
- Joseph Mydell : Marcus Brown
- Jean-Claude Bouillon : J. M. Limonier
- Lon Satton : Jack Harris
- Catherine Schell : Noelle Eps